# Carter Hart
Carter Hart (nacido el 13 de agosto de 1998) es un jugador profesional de hockey sobre hielo canadiense que juega como portero para el equipo de los Philadelphia Flyers de la National Hockey League (NHL).
Nacido y criado en Sherwood Park, Alberta, Hart comenzó a entrenar con la supervision de un psicólogo deportivo desde los diez años y jugó hockey juvenil en la liga de hockey AAA Minor Midget de Alberta. Los Everett Silvertips de la Western Hockey League (WHL) de allí seleccionaron a Hart en la octava ronda del WHL Bantam Draft 2013. Hart hizo su debut con los Silvertips en 2014 a la edad de 16 años y fue el portero titular del equipo al final de la temporada. En su tiempo con los Silvertips, Hart fue tres veces ganador del Trofeo Del Wilson, dos veces portero del año de CHL y ganador del Trofeo Four Broncos Memorial.
Los Flyers seleccionaron a Hart en la segunda ronda del Draft de entrada de la NHL de 2016; fue el portero mejor seleccionado ese año. En 2018, Hart se convirtió en el portero más joven en la historia de los Flyers en ganar su debut en la NHL, y en 2020, se convirtió en el portero más joven de los Flyers en ganar un juego de postemporada. A nivel internacional, Hart ha representado a Canadá en varios torneos internacionales, incluido el Torneo Conmemorativo Ivan Hlinka, el Campeonato Mundial Sub-20 de la IIHF y el Campeonato Mundial de Hockey sobre Hielo.

## Biografía e inicios
Hart nació el 13 de agosto de 1998 en Sherwood Park, Alberta, hijo de Shauna y John Hart. Desde temprana edad Carter mostró interés por el Hockey inspirado por su padre y descubrieron que le interesaba ser portero, a la edad de diez años, sus padres contrataron al psicólogo deportivo John Stevenson, quien anteriormente había trabajado con el jugador de la NHL Braden Holtby, como entrenador de porteros. Cuando era niño, su portero favorito era Carey Price de los Montreal Canadiens.

## Carrera

### Juvenil
Al crecer en Alberta, Hart jugó hockey menor con los Sherwood Park Squires de la liga de hockey AAA Minor Midget de Alberta. Ganó los premios al Jugador Más Valioso (MVP) y al Mejor Portero al final de la temporada 2013-14 de la AMMHL, con un promedio de goles de 1,92 (GAA) y un porcentaje de salvamento de 0,937 (SV%). Después de que Hart fuera seleccionado en la octava ronda (158 en total) en el WHL Bantam Draft de 2013, firmó con los Everett Silvertips de la Western Hockey League (WHL) el 12 de febrero de 2014. Comenzó su carrera a los 16 años en el 2014–15  para la apertura de la temporada WHL, registrando una blanqueada de 26 salvamentos contra los Seattle Thunderbirds. Después de desplazar al portero titular Austin Lotz en marzo de 2015, Hart terminó su temporada de novato con un récord de 18–5–2–3 y la GAA más baja (2.29) y el segundo porcentaje de salvamento más alto (.915) en la WHL. Comenzó todos los juegos de la serie de playoffs de los Silvertips (incluida su victoria en triple tiempo extra en la primera ronda contra los Spokane Chiefs) y terminó la serie con un GAA de 2.28 y de .929 SV% .
Hart tuvo otro año exitoso en su segunda temporada con los Silvertips, registrando seis blanqueadas en 21 juegos y terminando la temporada con la mayor cantidad de victorias en la WHL (un récord de 35–23–1–3) y un GAA de 2.14. Recibió el premio CHL Goaltender of the Year, el Del Wilson Trophy para el mejor portero de la WHL y MVP de la organización Silvertips. Hart fue nombrado WHL West First Team All-Star de la temporada.
Antes del Draft de entrada de la NHL de 2016, Hart era considerado uno de los mejores prospectos de porteros. La Oficina Central de Exploración de la NHL lo nombró el mejor portero norteamericano disponible en su clasificación de mitad de período de 2016 y el segundo en sus clasificaciones finales. Apareció en el CHL/NHL Top Prospects Game del 2016, jugando para Team Orr. Hart fue seleccionado en la segunda ronda, en el puesto 48 en general, por los Philadelphia Flyers de la Liga Nacional de Hockey (NHL), el primer portero seleccionado en 2016, y firmó un contrato de nivel de entrada con la organización Flyers el 2 de octubre de ese año. Regresó a los Silvertips para la temporada 2016-17 de la WHL, ganando los premios CHL Goaltender of the Week consecutivos en noviembre de 2016. Hart terminó la temporada con un récord de 32-11-6-2 y lideró la WHL en goles contra promedio (1.99), porcentaje de salvamento (.927) y blanqueadas (9), recibiendo nuevamente el premio MVP de Silvertips y el Trofeo Del Wilson.
Hart se perdió el primer mes de su temporada 2017-18 WHL después de contraer mononucleosis, lo que lo fatigaba y lo hizo perder 20 libras (9,1 kg). Había jugado solo dos partidos, una victoria contra los Kelowna Rockets el 29 de septiembre y una derrota ante los Tri-City Americans al día siguiente, cuando fue diagnosticado. Hart regresó en noviembre y pronto registró la blanqueada número 21 de su carrera contra los Prince Albert Raiders, empatando a Leland Irving con la mayor cantidad de juegos blanqueados en la historia de Silvertips. Registró la blanqueada número 26 de su carrera (contra los Gigantes de Vancouver) el 11 de febrero de 2018, empatando a Tyson Sexsmith con la mayor cantidad de blanqueadas en la WHL de su carrera. Hart terminó la temporada con un récord de 31–6–1–3, un GAA de 1.60, un % SV de 0.947 y siete blanqueadas. Además de recibir el premio Silvertips MVP y el Trofeo Del Wilson por tercer año consecutivo, fue nombrado CHL Goaltender of the Year para la temporada 2017-18, el primer portero en la historia de la liga en recibir el premio dos veces. Hart recibió el premio Everett Silvertips Community Relations Award y el Four Broncos Memorial Trophy, otorgado al Jugador del Año de la WHL. Terminó su carrera en la WHL con un récord general de 116–46–19, un GAA de 2.01, un porcentaje de salvamento de .927 y 26 blanqueadas.

### Profesional
Hart comenzó la temporada 2018-19 con los Lehigh Valley Phantoms, afiliado de la Liga Americana de Hockey (AHL) de los Flyers, y obtuvo su primera blanqueada en su carrera profesional el 10 de diciembre de 2018, en una victoria por 1-0 contra los Hershey Bears. Su carrera en la AHL duró poco, ya que los Flyers lo llamaron una semana después de que el portero Anthony Stolarz fuera colocado en la lista de reserva de lesionados. Hart iba a ser uno de los ocho porteros utilizados por los Philadelphia Flyers en la temporada 2018-19 de la NHL, un récord de la liga.
Hizo su debut en la NHL el 18 de diciembre en una victoria por 3-2 sobre los Detroit Red Wings, el portero más joven desde Carey Price en ganar su debut en la NHL y el más joven en la historia de los Flyers. Al registrar su cuarta victoria consecutiva en la NHL contra los Winnipeg Jets el 28 de enero, Hart fue el primer jugador de la NHL desde Steve Mason en tener cuatro victorias consecutivas como portero titular antes de los 21 años. Fue nombrado Novato del Mes de la NHL el 29 de enero con un 6–2–1, un GAA de 2.33 y un SV% de .931, y fue nombrada la Segunda Estrella de la Semana de la semana del 4 de febrero con un récord de 3–0–0 y una racha ganadora de seis juegos.
Hart comenzó el campo de entrenamiento de la temporada 2019-20 de los Flyers con un peso de 191 libras (87 kg), 11 libras (5,0 kg) más que la temporada anterior. El 9 de octubre, después de derrotar a los New Jersey Devils en un primer partido en casa por 4-0, fue el portero más joven en la historia de los Flyers en registrar una blanqueada a la edad de 21 años y 57 días. Después de distenderse un músculo abdominal inferior derecho durante la práctica del 15 de enero, Hart se perdió nueve juegos consecutivos antes de regresar el 10 de febrero en una victoria por 4-1 contra los Florida Panthers. Cuando la temporada se suspendió el 12 de marzo debido a la pandemia de COVID-19 en América del Norte, Hart tenía un récord de 24–13–3, un GAA de 2.42 y un .914SV%.
Cuando la NHL se reanudó para los playoffs de la Copa Stanley 2020 en Toronto, Hart fue uno de los 31 Flyers seleccionados para la burbuja. Hizo su debut en la postemporada el 2 de agosto, ganando un juego de todos contra todos contra los Boston Bruins. Hart hizo 34 salvamentos en la victoria por 4-1, convirtiéndose en el portero más joven de los Flyers en ganar un juego de postemporada. Publicó reconocimientos consecutivos en los playoffs el 16 y 18 de agosto contra los Montreal Canadiens, convirtiéndose en el segundo portero más joven en la historia de la NHL en hacerlo. El 21 de agosto, Hart salvó 31 tiros para darle a Filadelfia la victoria en la serie contra los Canadiens. Los Flyers perdieron la segunda ronda de la Conferencia Este ante los New York Islanders, y Hart se llevó la derrota por 4-0 en el séptimo juego para terminar la serie el 3 de septiembre de 2020.
Tuvo problemas al comienzo de la temporada 2020-21, permitiendo cuatro o más goles en tres aperturas consecutivas por primera vez en su carrera. Después de una derrota por 6-1 contra los Bruins el 23 de enero, Hart rompió su palo en la red antes de salir disparado del hielo. Más tarde se disculpó, calificando el estallido de "poco profesional" y una decisión tomada en "el calor del momento". Hart fue particularmente acosado por los Bruins, a quienes concedió tres goles en menos de dos minutos en una eventual derrota por 7-3 en el juego NHL Outdoors en Lake Tahoe el 21 de febrero. Después de un juego del 25 de marzo contra los New York Rangers, Flyers El entrenador Alain Vigneault le pidió a Hart que hiciera un "reinicio" de ocho días para concentrarse en mejorar su juego. Regresó el 3 de abril en una derrota por 3-2 contra los Islanders. Después de ser descartado el 17 de abril, los Flyers cerraron a Hart por la temporada el 29 de abril debido a un esguince en el ligamento colateral medial de la rodilla izquierda. Terminó la temporada 9–11–5 con un GAA de 3.67 y un .877SV%.
Hart, como agente libre restringido durante la temporada baja de 2021, firmó una extensión de contrato por tres años con un valor anual promedio de $ 3,979 millones el 9 de agosto. Logró su primera blanqueada de la temporada el 2 de noviembre, logrando 29 salvamentos en un 3-0 victoria sobre los Coyotes de Arizona. El 27 de diciembre de 2021, Hart fue incluido en la lista de protocolos COVID-19 de la NHL.